# 大樂團
大樂團或大樂隊（英語：Big band）又称为爵士管弦乐团 / 乐队，是演奏爵士樂的乐团，流行於美國1930年代初到1950年代末的摇摆年代。大樂團的編制通常有10到25位樂手，包括演奏薩克斯風、小喇叭、伸縮喇叭、鐵琴的樂手，還有歌手以及負責節奏樂器的樂手。
大樂團所演奏的音樂多經過改編，且會依照事前預備好的書面樂譜（charts）來演奏。唯有當編曲者指定時，才會有樂手擔任即興獨奏。

## 歷史與風格
大樂團受歡迎的時期，分成兩個截然不同的階段。1920年代中期開始，由10到25個樂手組成的大樂隊便主宰了流行樂，當時所演奏的爵士樂即興成分很少，樂團還有使用小提琴的弦樂部。不過1935年之後搖擺樂盛行時，弦樂部分被拿掉。
1920年代末期出現的新型大樂隊有更多即興的成分。但這類型的爵士樂不若為跳舞而演奏的爵士樂來得受歡迎，期間只有少數音樂被錄製成唱片，所製成的唱片被稱為『民族唱片』（Race records），聽眾也只限於少數的都市人口，且只有極少數的白人樂手熟悉這類曲風。這類曲風主要在紐約市、芝加哥、堪薩斯市發展。

## 大樂團編制

大乐团的典型编制座位

大樂團後來發展出由17個樂手組成的標準編制形式，有許多商業曲目都是依此編制寫成的。這樣的編制包括五支薩克斯風（通常為兩支中音薩克斯風、兩支次中音薩克斯風、一支上低音薩克斯風）、四支小喇叭、四支伸縮喇叭（通常包括一支低音伸縮喇叭），以及四個節奏樂器（鼓、原音貝斯（低音大提琴）/電貝斯、鋼琴、吉他）。
樂團在編制上還是時常出現變化。作曲者、編曲者、樂團領班會斟酌各部的樂手，適時減少或加入樂器。有時，也會加入男、女歌手。

## 大樂團編曲
搖擺時期的典型大樂團曲子是以一段體寫成，即一些樂段及和弦結構會重覆數次。每個小段反覆（iteration）/副歌（chorus）通常都接在十二小節藍調曲式或三十二小節（AABA）曲式之後。曲子的第一個副歌通常會引出主旋律，後面接著經過發展後的副歌。發展的方式包括即興獨奏、演奏預先寫好的齊奏樂段（Soli），或以齊奏段落表現（shout choruses）。
有時曲子的第一個副歌之前，會有一段引子（introduction），可能只有幾小節那麼短，但也可能會發展出引子自己的副歌。許多曲子包含間奏（interlude），形式類似於引子，在部分或所有副歌之間插入。其他一些擴展樂曲的方式包括轉調（modulation）或終止式擴展（cadential extensions）。